# Phumosia pauliani
Phumosia pauliani är en tvåvingeart som beskrevs av Zumpt 1962. Phumosia pauliani ingår i släktet Phumosia och familjen spyflugor.
Artens utbredningsområde är Madagaskar. Inga underarter finns listade i Catalogue of Life.